# ناحیه فورسا
ناحیه فورسا زیرمجموعه‌ای ازتاواستیای اصلی و یکی از ناحیه‌ها در فنلاند از سال ۲۰۰۹ است.

## شهرداری‌ها
| نشان ملی           | شهرداری           |
| ------------------ | ----------------- |
| Forssan vaakuna    | فورسا (شهر)       |
| Humppilan vaakuna  | هومپیلا (شهرداری) |
| Jokioisten vaakuna | یوکیونن (شهرداری) |
| Tammelan vaakuna   | تاملا (شهرداری)   |
| Ypäjän vaakuna     | اوپه‌یه (شهرداری)  |